# Депутати Верховної Ради Автономної Республіки Крим 1-го скликання
Список депутатів Верховної Ради Автономної Республіки Крим 1-го скликання (1991–1994)
| Прізвище, ім'я, по-батькові          | Рік народження | Виборчий округ                                               | Місце обрання            | Партійність  |
| ------------------------------------ | -------------- | ------------------------------------------------------------ | ------------------------ | ------------ |
| Абісов Володимир Пилипович           | 1951           | 31                                                           | Красноперекопськ         | КПУ          |
| Алгінін Олександр Павлович           |                | 167                                                          | Севастополь              | Безпартійний |
| Алексєєва Валентина Іванівна         | 1946           | 83                                                           | Ялта                     | КПУ          |
| Алексєєв Олександр Васильович        | 1950           | 152                                                          | Совєтський район         | КПУ          |
| Алфер'єв Ігор Вікторович             |                | 168                                                          | Севастополь              | КПУ          |
| Андрущенко Василь Іванович           | 1933           | 69                                                           | Феодосія                 | КПУ          |
| Апостоліді Костянтин Дем'янович      | 1920–1999      | Кримське відділення Всесоюзного товариства радянських греків | -                        | КПУ          |
| Астахов Валерій Миколайович          | 1948           | 128                                                          | Нижньогірський район     | КПУ          |
| Багров Микола Васильович             | 1937           | 125                                                          | Нижньогірський район     | КПУ          |
| Бахрушин Вальтер Васильович          | 1938           | 111                                                          | Красногвардійський район | КПУ          |
| Бєліков Віктор Костянтинович         | 1947           | 131                                                          | Первомайський район      | КПУ          |
| Бєляєв Іван Григорович               | 1942           | 118                                                          | Ленінський район         | КПУ          |
| Бернацький Микола Іванович           | 1933           | 102                                                          | Кіровський район         | КПУ          |
| Бобашинський Володимир Олександрович | 1931–2011      | 139                                                          | Сакський район           | КПУ          |
| Бобильов Віктор Миколайович          | 1953           | 2                                                            | Алушта                   | Безпартійний |
| Бистров Михайло Григорович           | 1950           | 86                                                           | Бахчисарайський район    | КПУ          |
| Васильєв Віктор Володимирович        | 1943           | 70                                                           | Феодосія                 | КПУ          |
| Вілянт Віктор Володимирович          | 1932           | 15                                                           | Євпаторія                | КПУ          |
| Власенко Павло Олександрович         | 1942           | 169                                                          | Севастополь              | КПУ          |
| Волков Леонід Павлович               | 1939           | 54                                                           | Сімферополь              | Безпартійний |
| Воробйова Людмила Володимирівна      | 1938           | 91                                                           | Білогірський район       | КПУ          |
| Гаврилов Анатолій Васильович         | 1946           | 135                                                          | Роздольненський район    | КПУ          |
| Гавриленко Олексій Федосійович       | 1933           | 74                                                           | Ялта                     | КПУ          |
| Галас Лайош Мігалійович              | 1940           | 114                                                          | Красногвардійський район | КПУ          |
| Гокова Олександра Василівна          | 1955           | 101                                                          | Джанкойський район       | КПУ          |
| Горбатов Валерій Миронович           | 1955           | 127                                                          | Нижньогірський район     | КПУ          |
| Грач Леонід Іванович                 | 1948           | 95                                                           | Білогірський район       | КПУ          |
| Гречаник Роман Миколайович           | 1954           | 72                                                           | Ялта                     | Безпартійний |
| Гридюшко Геннадій Петрович           | 1947           | 148                                                          | Сімферопольський район   | КПУ          |
| Гринюк Іван Васильович               |                | 170                                                          | Севастополь              | Безпартійний |
| Гудима Петро Олексійович             | 1940           | 159                                                          | Судак                    | КПУ          |
| Гунько Микола Макарович              | 1945–2001      | 84                                                           | Бахчисарайський район    | КПУ          |
| Гусак Іван Кузьмич                   |                | 171                                                          | Севастополь              | Безпартійний |
| Гущин Олександр Сергійович           | 1959           | 34                                                           | Красноперекопськ         | ЛКСМУ        |
| Данелян Анушаван Суренович           | 1957           | Кримсько-вірменське товариство культури «Луйс»               | -                        | КПУ          |
| Дейч Борис Давидович                 | 1938           | 158                                                          | Судак                    | КПУ          |
| Демус Олександр Борисович            | 1958           | 162                                                          | Чорноморський район      | КПУ          |
| Демченко Микола Петрович             | 1949           | 105                                                          | Кіровський район         | КПУ          |
| Дитковский Петро Сергійович          | 1966           | 53                                                           | Сімферополь              | ЛКСМУ        |
| Дмитрієв Олексій Михайлович          | 1951           | 41                                                           | Сімферополь              | КПУ          |
| Домбровський Сергій Миколайович      | 1958           | 61                                                           | Сімферополь              | КПУ          |
| Дорофєєв Юрій Олександрович          | 1946–2013      | 89                                                           | Бахчисарайський район    | КПУ          |
| Димченко Микола Васильович           | 1928           | 10                                                           | Євпаторія                | КПУ          |
| Дьяконов Ігор Іванович               | 1940           | 137                                                          | Сакський район           | КПУ          |
| Євсєєв Віктор Георгійович            | 1948–2008      | 13                                                           | Євпаторія                | КПУ          |
| Єгудін Володимир Ілліч               | 1944–2011      | 115                                                          | Красноперекопський район | КПУ          |
| Єрмаков Іван Федосович               | 1947           | 172                                                          | Севастополь              | КПУ          |
| Єфімов Сергій Олексійович            | 1957           | 57                                                           | Сімферополь              | КПУ          |
| Жаворонков Михайло Іванович          | 1948           | 122                                                          | Ленінський район         | КПУ          |
| Жигалов Юрій Васильович              | 1946           | 59                                                           | Сімферополь              | Безпартійний |
| Жумикін Альберт Петрович             | 1933           | 39                                                           | Сімферополь              | КПУ          |
| Завгородний Іван Трохимович          | 1943–2004      | 17                                                           | Євпаторія                | КПУ          |
| Заічко Віктор Олександрович          | 1948           | 173                                                          | Севастополь              | КПУ          |
| Зарубін В'ячеслав Георгійович        | 1963           | 145                                                          | Сімферопольський район   | КПУ          |
| Зеленін Юрій Сергійович              | 1944           | 151                                                          | Сімферопольський район   | КПУ          |
| Зима Станіслав Дмитрович             | 1940           | 25                                                           | Керч                     | КПУ          |
| Зінов'єв Євген Дмитрович             | 1939           | 104                                                          | Кіровський район         | Безпартійний |
| Іванов Володимир Кіндратович         | 1951           | 32                                                           | Красноперекопськ         | Безпартійний |
| Іванівський Віктор Якович            | 1939           | 149                                                          | Сімферопольський район   | КПУ          |
| Іванько Юрій Миколайович             |                | 174                                                          | Севастополь              | КПУ          |
| Іларіонов Володимир Іванович         |                | 175                                                          | Севастополь              | КПУ          |
| Калужин Геннадій Андрійович          | 1955           | 146                                                          | Сімферопольський район   | КПУ          |
| Каражов Георгій Іванович             | 1939–1998      | Кримське болгарське культурно-просвітницьке товариство       | -                        | КПУ          |
| Карпюк Микола Микитович              | 1949           | 5                                                            | Джанкой                  | КПУ          |
| Капшук Георгій Іванович              | 1939           | 113                                                          | Красногвардійський район | КПУ          |
| Квасов Валерій Іванович              | 1948           | 140                                                          | Сакський район           | КПУ          |
| Кека Янош Деметерійович              | 1940–1991      | 49                                                           | Сімферополь              | КПУ          |
| Кизилов Борис Володимирович          | 1943           | 48                                                           | Сімферополь              | Безпартійний |
| Кізюк Микола Васильович              | 1950           | 176                                                          | Севастополь              | КПУ          |
| Кириченко Валерій Григорович         | 1945           | 24                                                           | Керч                     | КПУ          |
| Кисельов Василь Олексійович          | 1948           | 108                                                          | Красногвардійський район | КПУ          |
| Климов Володимир Васильович          | 1953           | 29                                                           | Керч                     | КПУ          |
| Коваленко Лідія Миколаївна           | 1941           | 80                                                           | Ялта                     | КПУ          |
| Козинський Геннадій Васильович       | 1937           | 42                                                           | Сімферополь              | КПУ          |
| Колесніченко Вадим Васильович        | 1958           | 78                                                           | Ялта                     | КПУ          |
| Комов Юрій Федорович                 | 1952           | 63                                                           | Сімферополь              | КПУ          |
| Корольов В'ячеслав Опанасович        | 1951           | 110                                                          | Красногвардійський район | КПУ          |
| Костенецкий Олександр Микитович      |                | 177                                                          | Севастополь              | КПУ          |
| Костоломов Едгар Пилипович           | 1937           | 178                                                          | Севастополь              | КПУ          |
| Косухін Микола Васильович            | 1946           | 45                                                           | Сімферополь              | КПУ          |
| Кравець Володимир Тихонович          | 1953           | 160                                                          | Чорноморський район      | КПУ          |
| Краснов Василь Іванович              |                | 179                                                          | Севастополь              | КПУ          |
| Криворотько Василь Іванович          | 1946           | 27                                                           | Керч                     | КПУ          |
| Крицька Тетяна Іванівна              | 1953           | 154                                                          | Совєтський район         | КПУ          |
| Круглов Олександр Георгійович        | 1924–2010      | 180                                                          | Севастополь              | КПУ          |
| Кубрак Микола Леонідович             | 1958           | 138                                                          | Сакський район           | КПУ          |
| Кубишкін Анатолій Володимирович      | 1959           | 77                                                           | Ялта                     | КПУ          |
| Кузнецов Валерій Євгенович           | 1946           | 49                                                           | Сімферополь              | Безпартійний |
| Кужим Федір Васильович               |                | 181                                                          | Севастополь              | КПУ          |
| Куликов Іван Іванович                | 1944           | 182                                                          | Севастополь              | КПУ          |
| Курашик Віталій Володимирович        | 1938           | 7                                                            | Джанкой                  | КПУ          |
| Курсон Євген Григорович              | 1954           | 44                                                           | Сімферополь              | КПУ          |
| Лагода Галина Миколаївна             | 1948           | 60                                                           | Сімферополь              | КПУ          |
| Лакшинський Олексій Григорович       | 1937–1992      | 109                                                          | Красногвардійський район | КПУ          |
| Левченко Лілія Павлівна              | 1935           | 36                                                           | Саки                     | безпартійна  |
| Легков Ернест Павлович               | 1936           | 46                                                           | Сімферополь              | КПУ          |
| Лещенко Володимир Григорович         | 1946           | 52                                                           | Сімферополь              | Безпартійний |
| Луценко Олександр Антонович          | 1935           | 26                                                           | Керч                     | Безпартійний |
| Любовецький Василь Леонтійович       | 1949           | 93                                                           | Білогірський район       | КПУ          |
| Любчик Іван Федорович                | 1944           | 1                                                            | Алушта                   | КПУ          |
| Лютикова Валентина Іванівна          | 1953           | 19                                                           | Керч                     | КПУ          |
| Малиневський Олександр Федорович     | 1952           | 143                                                          | Сімферопольський район   | Безпартійний |
| Малишев Юрій Миколайович             | 1931           | 14                                                           | Євпаторія                | КПУ          |
| Маркевич Станіслав Миколайович       | 1944           | 92                                                           | Білогірський район       | КПУ          |
| Мартинець Віктор Павлович            | 1946           | 130                                                          | Первомайський район      | КПУ          |
| Мартинюк Дмитро Савич                | 1941           | 30                                                           | Керч                     | КПУ          |
| Маслов Анатолій Кирилович            | 1939           | 150                                                          | Сімферопольський район   | КПУ          |
| Маслов Сергій Олексійович            |                | 183                                                          | Севастополь              | КПУ          |
| Матвєєв Віктор Васильович            | 1951–2013      | 136                                                          | Сакський район           | КПУ          |
| Медведєв Олександр Рюрикович         |                | 184                                                          | Севастополь              | КПУ          |
| Межаков Віктор Петрович              | 1936–1996      | 55                                                           | Сімферополь              | Безпартійний |
| Меметов Ескендер Діляверович         | 1952–1994      | Культурно-просвітницьке товариство «Ешиль—ел»                | -                        | Безпартійний |
| Меняйлов Андрій Васильович           | 1953           | 155                                                          | Совєтський район         | КПУ          |
| Мєшков Юрій Олександрович            | 1945           | 56                                                           | Сімферополь              | КПУ          |
| Мінайкін Геннадій Іванович           |                | 185                                                          | Севастополь              | КПУ          |
| Мінаєв Анатолій Іванович             |                | 186                                                          | Севастополь              | КПУ          |
| Мірошниченко Микола Павлович         | 1949–2014      | 129                                                          | Первомайський район      | КПУ          |
| Мороз Павло Іванович                 | 1938           | 28                                                           | Керч                     | КПУ          |
| Мясоєдов Володимир Пилипович         | 1955           | 120                                                          | Ленінський район         | КПУ          |
| Нестеров Володимир Іванович          | 1952–1992      | 6                                                            | Джанкой                  | КПУ          |
| Онищенко Володимир Митрофанович      | 1939           | 123                                                          | Ленінський район         | КПУ          |
| Опірський Роман Іванович             | 1953           | 112                                                          | Красногвардійський район | КПУ          |
| Осинський В'ячеслав Федорович        | 1950           | 75                                                           | Ялта                     | КПУ          |
| Осипов Микола Васильович             | 1940           | 79                                                           | Ялта                     | КПУ          |
| Охрименко Олександр Михайлович       | 1945           | 83                                                           | Ялта                     | КПУ          |
| Очеретяний Олександр Дмитрович       | 1951           | 76                                                           | Ялта                     | Безпартійний |
| Павлик Леонід Йосипович              | 1951           | 3                                                            | Алушта                   | Безпартійний |
| Пальчук Валерій Васильович           | 1958           | 20                                                           | Керч                     | КПУ          |
| Папунов Григорій Іванович            | 1950           | 126                                                          | Нижньогірський район     | КПУ          |
| Пархоменко Анатолій Миколайович      | 1937           | 81                                                           | Ялта                     | КПУ          |
| Пархоменко Василь Михайлович         | 1947           | 187                                                          | Севастополь              | КПУ          |
| Перестюк Богдан Васильович           | 1952           | 18                                                           | Керч                     | КПУ          |
| Першин Ігор Іванович                 | 1955           | 66                                                           | Феодосія                 | КПУ          |
| Петренко Анатолій Федорович          | 1948–2002      | 58                                                           | Сімферополь              | КПУ          |
| Піцуха Анатолій Васильович           | 1949           | 37                                                           | Саки                     | КПУ          |
| Плужников Леонід Прокопович          | 1940           | 68                                                           | Феодосія                 | КПУ          |
| Плясов Микола Федорович              | 1947           | 156                                                          | Судак                    | КПУ          |
| Полієнко Володимир Федорович         | 1940           | 62                                                           | Сімферополь              | Безпартійний |
| Поляков Іван Іванович                | 1950           | 71                                                           | Феодосія                 | КПУ          |
| Попов Сергій Юрійович                | 1961           | 33                                                           | Красноперекопськ         | ЛКСМУ        |
| Потапенко Валентин Сергійович        | 1947           | 82                                                           | Ялта                     | КПУ          |
| Пшенична Ольга Миколаївна            | 1948           | 121                                                          | Ленінський район         | КПУ          |
| Радченко Микола Григорович           | 1948           | 161                                                          | Чорноморський район      | КПУ          |
| Ренпенінг Володимир Карлович         | 1947           | Кримське товариство радянських німців «Відродження»          | -                        | КПУ          |
| Рожков Володимир Васильович          | 1954           | 50                                                           | Сімферополь              | Безпартійний |
| Розгонюк Юрій Дмитрович              | 1948           | 47                                                           | Сімферополь              | КПУ          |
| Романенко Сергій Дмитрович           | 1939           | 147                                                          | Сімферопольський район   | КПУ          |
| Рижков Юрій Георгійович              | 1945           | 43                                                           | Сімферополь              | КПУ          |
| Рижов Борис Григорович               | 1956           | 65                                                           | Феодосія                 | Безпартійний |
| Рибак Сергій Сергійович              | 1929           | 188                                                          | Севастополь              | КПУ          |
| Рябіка Леонід Григорович             | 1939–1996      | 134                                                          | Роздольненський район    | КПУ          |
| Саєнко Яків Григорович               | 1938           | 107                                                          | Красногвардійський район | КПУ          |
| Сальников Микола Валентинович        | 1954           | 4                                                            | Алушта                   | КПУ          |
| Самарський Олександр Васильович      | 1937           | 87                                                           | Бахчисарайський район    | КПУ          |
| Селіванов Віктор Васильович          | 1945           | 11                                                           | Євпаторія                | КПУ          |
| Селіванов Георгій Акимович           | 1937           | 163                                                          | Чорноморський район      | КПУ          |
| Семенов Віктор Михайлович            | 1946           | 189                                                          | Севастополь              | КПУ          |
| Сіверчук Станіслав Михайлович        | 1948           | 9                                                            | Євпаторія                | Безпартійний |
| Синельник Віктор Олександрович       | 1947           | 40                                                           | Сімферополь              | КПУ          |
| Скрипниченко Олександр Євгенович     | 1960           | 67                                                           | Феодосія                 | КПУ          |
| Соловйов Валерій Іванович            | 1950           | 144                                                          | Сімферопольський район   | КПУ          |
| Соловйовський Анатолій Васильович    | 1938           | 100                                                          | Джанкойський район       | КПУ          |
| Соснов Сергій Олександрович          |                | 190                                                          | Севастополь              | Безпартійний |
| Стародуб Володимир Миколайович       | 1945           | 8                                                            | Джанкой                  | КПУ          |
| Сташков Олександр Валентинович       | 1955           | 22                                                           | Керч                     | Безпартійний |
| Сухий Федір Тихонович                | 1942           | 99                                                           | Джанкойський район       | КПУ          |
| Тарасенко Георгій Максимович         | 1938–1994      | 96                                                           | Джанкойський район       | КПУ          |
| Терехов Олександр Васильович         | 1941           | 191                                                          | Севастополь              | КПУ          |
| Тихонов Юрій Костянтинович           | 1950           | 106                                                          | Кіровський район         | КПУ          |
| Трещов Микола Павлович               | 1940           | 141                                                          | Сімферопольський район   | КПУ          |
| Тю Клим Володимирович                | 1939           | 21                                                           | Керч                     | КПУ          |
| Ульянова Галина Олександрівна        | 1941           | 16                                                           | Євпаторія                | КПУ          |
| Усцелімова Емілія Опанасівна         | 1936           | 64                                                           | Феодосія                 | КПУ          |
| Фаст Петро Іванович                  | 1954           | 85                                                           | Бахчисарайський район    | КПУ          |
| Федоров Юрій Костянтинович           | 1931           | 73                                                           | Ялта                     | Безпартійний |
| Фікс Юхим Зісьович                   | 1946           | 124                                                          | Ленінський район         | КПУ          |
| Фоменко Людмила Василівна            | 1952           | 90                                                           | Бахчисарайський район    | КПУ          |
| Халіуллін Юрій Михайлович            | 1943           | 132                                                          | Первомайський район      | КПУ          |
| Ходикін Іван Семенович               | 1953           | 133                                                          | Роздольненський район    | КПУ          |
| Черниш Геннадій Петрович             | 1938           | 51                                                           | Сімферополь              | КПУ          |
| Четверик Леонід Іванович             | 1940           | 98                                                           | Джанкойський район       | КПУ          |
| Чистовський Геннадій Андрійович      | 1938           | 157                                                          | Судак                    | КПУ          |
| Шалашов Володимир Миколайович        | 1949           | 97                                                           | Джанкойський район       | КПУ          |
| Шандра Тетяна Степанівна             | 1946           | 116                                                          | Красноперекопський район | КПУ          |
| Шапранов Юрій Олександрович          |                | 192                                                          | Севастополь              | КПУ          |
| Шевченко Євген Васильович            | 1950           | 142                                                          | Сімферопольський район   | КПУ          |
| Шекета Леонтій Іванович              | 1947           | 88                                                           | Бахчисарайський район    | КПУ          |
| Шестаков Віктор Олексійович          | 1946           | 103                                                          | Кіровський район         | Безпартійний |
| Шишкін Іван Іванович                 | 1943           | 117                                                          | Красноперекопський район | КПУ          |
| Шпірний Василь Кононович             | 1938           | 94                                                           | Білогірський район       | КПУ          |
| Штогрін Валерій Анатолійович         | 1949           | 119                                                          | Ленінський район         | КПУ          |
| Шувайников Сергій Іванович           | 1954           | 38                                                           | Сімферополь              | Безпартійний |
| Щерба Юрій Никифорович               | 1947           | 23                                                           | Керч                     | КПУ          |
| Щербінін Валентин Олексійович        | 1940           | 12                                                           | Євпаторія                | КПУ          |
| Ессін Тамара Олександрівна           | 1938           | 193                                                          | Севастополь              | КПУ          |
| Янчеленко Сергій Олексійович         |                | 194                                                          | Севастополь              | Безпартійний |
| Яровий Віталій Іванович              | 1941           | 153                                                          | Совєтський район         | КПУ          |
| Яценко Леонід Прокопович             | 1937           | 35                                                           | Саки                     | КПУ          |